# Pejuçara
Pejuçara är en kommun i Brasilien.   Den ligger i delstaten Rio Grande do Sul, i den södra delen av landet, 1 500 km söder om huvudstaden Brasília. Antalet invånare är 3 973.
Trakten runt Pejuçara består till största delen av jordbruksmark. Runt Pejuçara är det ganska tätbefolkat, med 58 invånare per kvadratkilometer.